# Situations X
Situations X est un recueil de textes de Jean-Paul Sartre de publié en 1976, il est sous-titré politique et autobiographie.

## Contenu
Il contient les textes suivants :
- I. Textes politiques 
  - Le procès de Burgos, préface de l'ouvrage de Gisèle Halimi
  - Les maos en France, avant-propos aux interviews prises par Michèle Manceaux
  - Justice et État, conférence de 1972 au Jeune barreau de Bruxelles
  - Élections, piège à cons, article des Temps modernes de janvier 1973
- II. Entretiens sur moi-même
  - Sur « L'Idiot de la famille », entretien au Monde du 14 mai 1971
  - Simone de Beauvoir interroge Jean-Paul Sartre, entretien sur le féminisme dans L'Arc (n° 61)
  - Autoportrait à soixante-dix ans, entretien publié dans Le Nouvel observateur (23, 30 juin et 7 juillet 1975).